# 建初 (成汉)
建初（303年－304年9月）是十六国时期成汉政权李特的年号，共计2年。
建初元年二月李流沿用。根据《晋书》和《魏书》，李特于302年改元建初。《资治通鉴》和《太平御览》作303年改元建初。
建初二年十月李雄即位，改元建兴元年。

## 纪年
| 建初 | 元年  | 二年  |
| ---- | ----- | ----- |
| 公元 | 303年 | 304年 |
| 干支 | 癸亥  | 甲子  |

## 参看
- 中国年号索引
- 其他时期使用的建初年号。
- 同期存在的其他政权年号
  - 太安（302年十二月-303年）：西晋惠帝司马衷的年号
  - 永安（304年正月-七月）：西晋惠帝司马衷的年号
  - 建武（304年七月-十一月）：西晋惠帝司马衷的年号
  - 神凤（303年五月-八月）：西晋刘尼、张昌自立年号